# Pinguicula heterophylla
Pinguicula heterophylla är en tätörtsväxtart som beskrevs av George Bentham. Pinguicula heterophylla ingår i släktet tätörter, och familjen tätörtsväxter. Inga underarter finns listade i Catalogue of Life.

## Bildgalleri

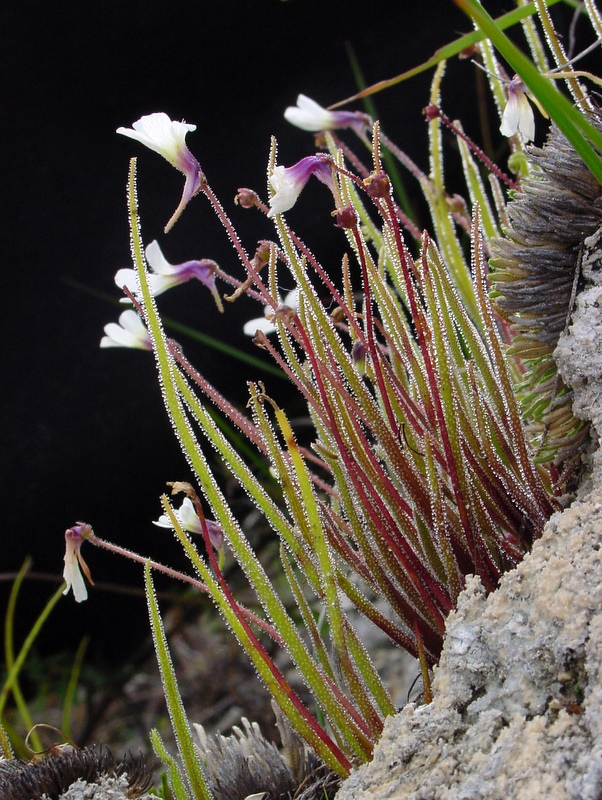